# Вилиџ ов Грос Појнт Шорс (Мичиген)
Вилиџ ов Грос Појнт Шорс (енгл. Village of Grosse Pointe Shores) град је у америчкој савезној држави Мичиген.

## Демографија
По попису из 2010. године број становника је 3.008.
| Група             | 2000.    | 2010.         |
| Белци             | 0 (0,0%) | 2.747 (91,3%) |
| Афроамериканци    | 0 (0,0%) | 58 (1,9%)     |
| Азијати           | 0 (0,0%) | 113 (3,8%)    |
| Хиспаноамериканци | 0 (0,0%) | 56 (1,9%)     |
| Укупно            | 0        | 3.008         |